# Paralisia flácida
A paralisia flácida é uma manifestação clínica caracterizada por fraqueza ou paralisia e por redução do tônus muscular sem outra causa óbvia (e.g., trauma). Essa condição anormal pode ser causada por uma doença ou por um trauma que afete os nervos associados aos músculos acometidos. Por exemplo, se os nervos somáticos de um músculo esquelético são prejudicados, então o músculo exibirá paralisia flácida. Quando os músculos desenvolvem esse estado, eles se tornam flácidos e não são capazes de realizar contração. Essa condição pode ser fatal se afetar os músculos da respiração, apresentando o risco de asfixia. Dentre as principais causas de paralisia flácida estão a poliomielite, níveis de potássio elevados (hipercaliemia), o botulismo, envenenamento por curare e outras.